# Lynne Reid Banks
Lynne Reid Banks, född 31 juli 1929 i London, död 4 april 2024 i Surrey, var en brittisk författare. Innan hon debuterade som författare arbetade hon som skådespelare och som tv-journalist.
Bland hennes mest kända verk märks The L-Shaped Room, om en ung ogift kvinna som blir gravid (1960, svensk översättning 1963: Rum för obemärkt)  och barnboken Indianen i skåpet (1980), som även filmatiserats.